# John Valentine Wistar Shaw

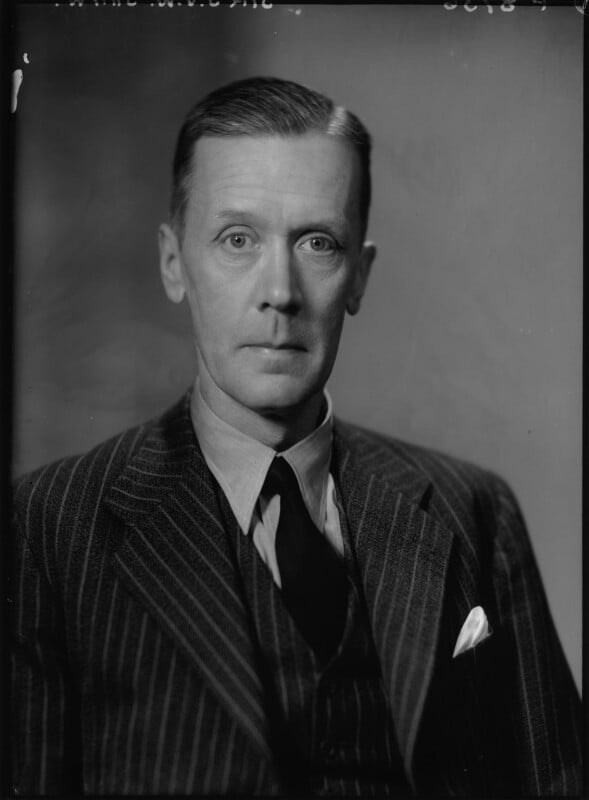
John Shaw (1946)

John Valentine Wistar Shaw (* 14. Februar 1894 in Derby; † 24. Dezember 1982 in Hastings) war ein britischer Kolonialbeamter. Von 1947 bis 1950 war er Gouverneur von Trinidad und Tobago.

## Leben
John Valentine Wistar Shaw wurde am 14. Februar 1894 im mittelenglischen Derby geboren. Sein Vater war der Brite John Shaw aus Derbyshire, seine Mutter die US-Amerikanerin Emma Alderson Wistar aus Philadelphia, die 1889 geheiratet hatten. Er war das zweite Kind des Paares; seine Schwester Mary Violet Alderson Shaw wurde 1890 geboren. John Wistar Shaw besuchte die Repton School, eine Privatschule im nahegelegenen Repton.
Im Ersten Weltkrieg wurde er zunächst als Leutnant (second lieutenant) der Royal Engineers an der Westfront eingesetzt. Gegen Ende des Krieges wurde er zur 7th (Meerut) Division nach Ägypten an die Palästinafront versetzt.
Kurz nach dem Ende des Kriegs trat Wistar Shaw in den Colonial Administrative Service ein. Mit der formellen Einrichtung der britischen Kronkolonie Goldküste nahm er dort eine Tätigkeit als stellvertretender Bezirkskommissar (assistant district commissioner) an. 1925 wurde er zum Bezirkskommissar befördert. 1926 heiratete er die 20-jährige Josephine Mary Simpson. 1928 wurde er zum stellvertretenden Sekretär (assistant secretary) befördert. 1935 wechselte er in die gleiche Position im vom Vereinigten Königreich verwalteten Palästina. Dort wurde er 1938 leitender stellvertretender Sekretär und 1939 Abteilungsleiter im Sekretariat (departmental chief secretary). 1940 wechselte er als Kolonialsekretär nach Britisch-Zypern, wo er temporär auch als stellvertretender Gouverneur tätig war. 1942 wurde er mit dem Order of St Michael and St George ausgezeichnet. 1943 wurde er leitender Sekretär (chief secretary of the Government of Palestine) in Jerusalem, wo er temporär auch als stellvertretender Hochkommissar für Palästina und Transjordanien tätig war. Im Juli 1946 entging er knapp dem Bombenanschlag auf das King David Hotel in Jerusalem. Im selben Jahr wurde er zum Knight Bachelor ernannt.
Im März 1947 wurde er als Nachfolger von Bede Edmund Hugh Clifford Gouverneur von Trinidad und Tobago. Im April 1950 beendete er seine Laufbahn; sein Nachfolger als trinidadischer Gouverneur wurde Hubert Elvin Rance.
Wistar Shaw starb am 24. Dezember 1982 im südostenglischen Hastings. Seine Witwe überlebte ihn um drei Jahre.

## Einordnung
Wistar Shaws Gouverneurstätigkeit in Trinidad und Tobago fiel in eine Zeit gesellschaftlicher Umwälzungen, die 15 Jahre später zur Unabhängigkeit der Kolonie führten. Nach dem Zweiten Weltkrieg kam es zu einem rasanten Erstarken der Arbeiterbewegung in Trinidad, getragen von den Arbeitern der wirtschaftlich bedeutenden Ölindustrie. 1950, im letzten Jahr von Wistar Shaws Gouverneurstätigkeit, wurde der Legislativrat (legislative council), das Parlament der Kolonie, auf 27 Mitglieder vergrößert, von denen nur noch 9 von der Kolonialverwaltung ernannt wurden, während die restlichen 18 Mitglieder in freier Wahl gewählt wurden. Im selben Jahr errang die British Empire and Citizens' and Workers' Home Rule Party des Arbeiterführers Uriah Butler 6 der 18 Sitze im trinidadischen Parlament. Die Folge waren Autonomiebestrebungen der Trinidadier, denen die Kolonialregierung teilweise nachkam.

## Auszeichnungen
- 1942: Companion of the Order of St Michael and St George
- 1946: Knight Bachelor
- 1947: Knight Commander of the Order of St Michael and St George